# Черв'яков Олександр Іванович
Олекса́ндр Іва́нович Черв'яко́в (нар. 1891, Луганськ, Україна — пом. 1966, Москва, Росія) — луганський міський голова у 1917 році, член ВУЦВК, заступник голови ВУЧК.

## Біографічні відомості
Навчався у Військово-медичній академії (Санкт-Петербург) та на юридичному факультеті Московського університету. Був активістом студентського руху: підписував протест на виступ Пуришкевича в Держдумі, брав участь у похоронах Л. Толстого.       
Із квітня 1917 року — член ВКП(б). Член редколегії газети «Донецкий пролетарий». Із серпня 1917 року— луганський міський голова. У березні 1918 року займав різні посади в різних місцевих більшовицьких «урядах».
Із червня 1918 року на посту голови Північно-Кавказької окружної ЧК. Працював також головою Царицинського повітового ЧК. У 1919 році Черв'яков повернувся до України, працював заступником голови Всеукраїнської ЧК і членом колегії НКВС, у Київському та Одеському губвиконкомах. У 1921 року Черв'яков деякий час працював у Комісії з боротьби з голодом в Запоріжжі. У 1922 році був обраний членом ВУЦВК, а також головою Запорізького губвиконкому.
На початку Другої світової війни вступив добровольцем до народного ополчення Москви. Пізніше перебував на службі в штабі тилу Червоної Армії, в окремому управлінні 3 Ударною армією, був нагороджений Орденом Червоного Прапора. Після війни в 1947 році перейшов на викладацьку роботу, написав монографію «1917 рік у Луганську» і захистив кандидатську дисертацію з історії.
Похований на Новодівичому кладовищі (6 дільниця, 34 ряд, 4 місце) у Москві.